# Steinhaus (Werne)

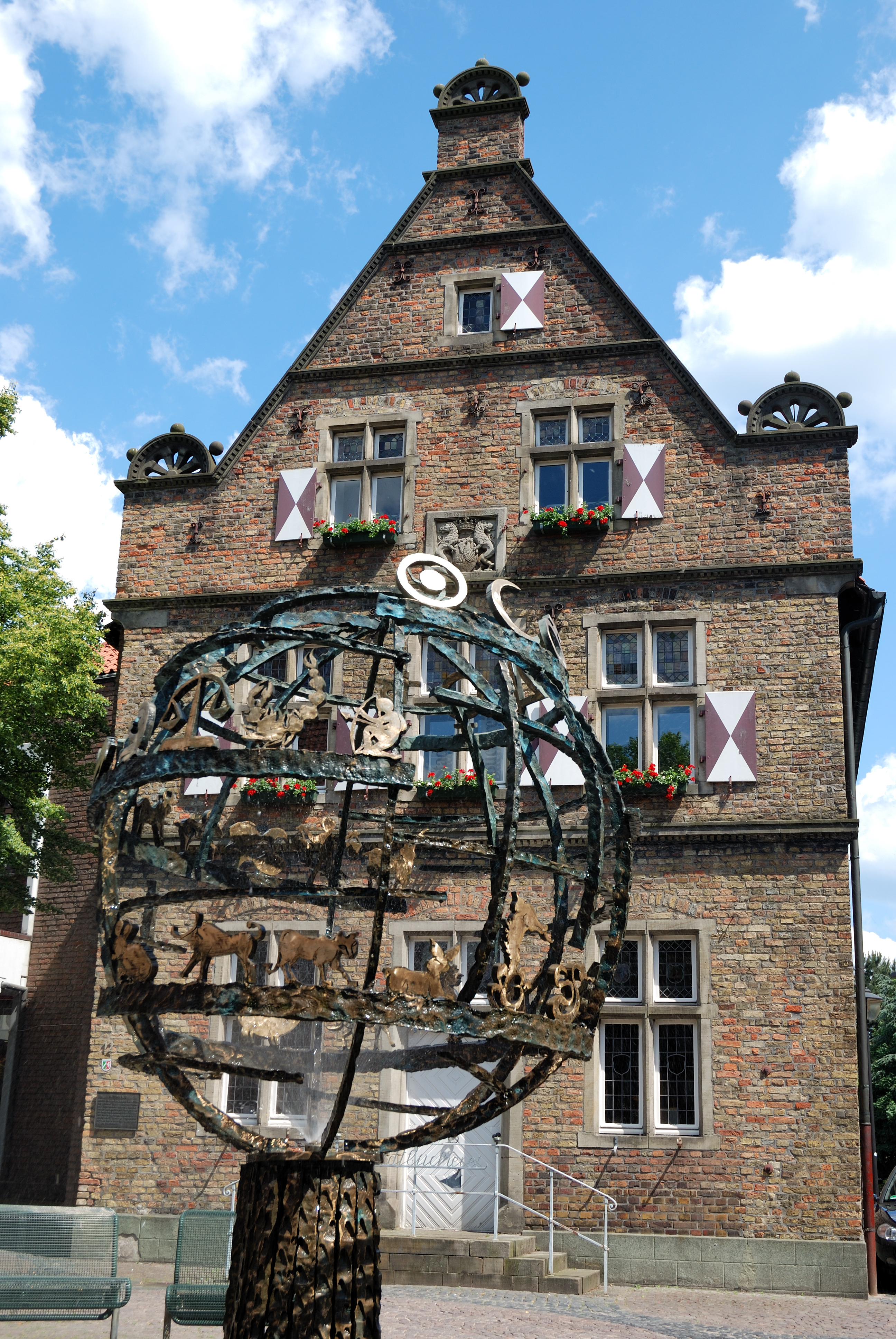
Das „Alte Steinhaus“ mit dem Moormannbrunnen im Vordergrund

Das Alte Steinhaus ist der ehemalige Sitz eines Burgmanns am Moormannplatz in Werne, Kreis Unna. Es wurde im 13. Jahrhundert von einem Drosten der Abtei Werden errichtet und gehört zu den ältesten Gebäuden der Stadt. Das repräsentative Bauwerk, welches unter der ehemaligen Bezeichnung Merveldter Hof bekannt war, befindet sich unter der heutigen Adresse Moormannplatz 10–12.

## Geschichte
Zu den Besitzern zählten ab 1400 ein Ritter von Lembeck, ab 1484 Rötger von Diepenbrock, von 1560 bis 1806 die Herren von Merveldt zu Westerwinkel. Zu den privaten Besitzern gehörte das Unternehmen Moormann. Die Stadtbücherei Werne befindet sich seit dem Jahr 1983 im Steinhaus.

## Beschreibung
Das Bauwerk war das erste Gebäude das nicht in Fachwerkbauweise errichtet wurde und stand im Eigentum des Drosten der Abtei Werden an der Ruhr. Der Droste errichtete dieses Steinhaus in Werne um es als Verwaltungssitz für die der Abtei Werden zugeordneten Bauernhöfe in Werne zu verwenden. Vor dem Steinhaus befindet sich der Moormannplatz mit dem Moormann–Brunnen der mit einer Skulptur von dem  Bildhauer Gregor Telgmann aus Kamen gestaltet wurde.

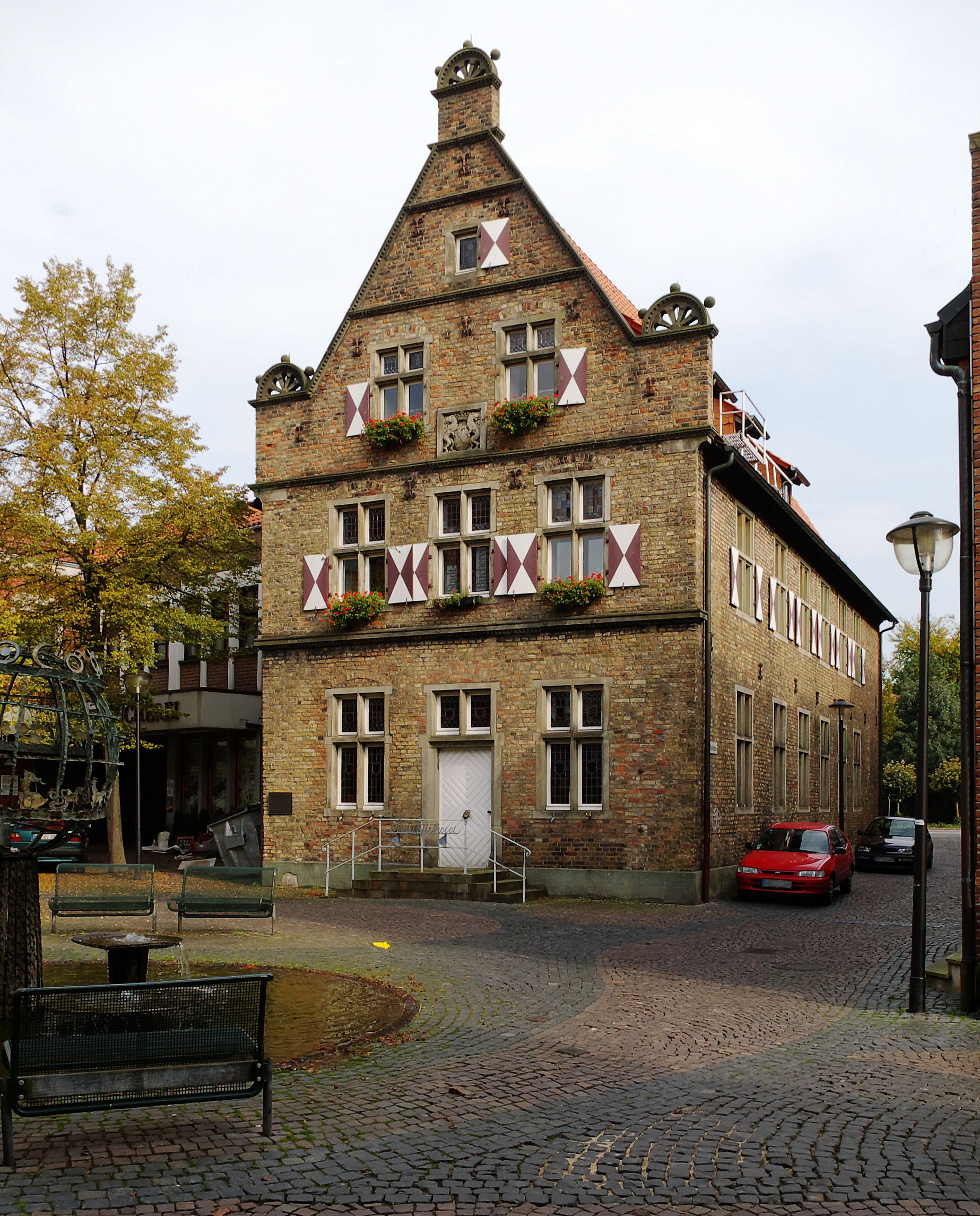
Seitenansicht
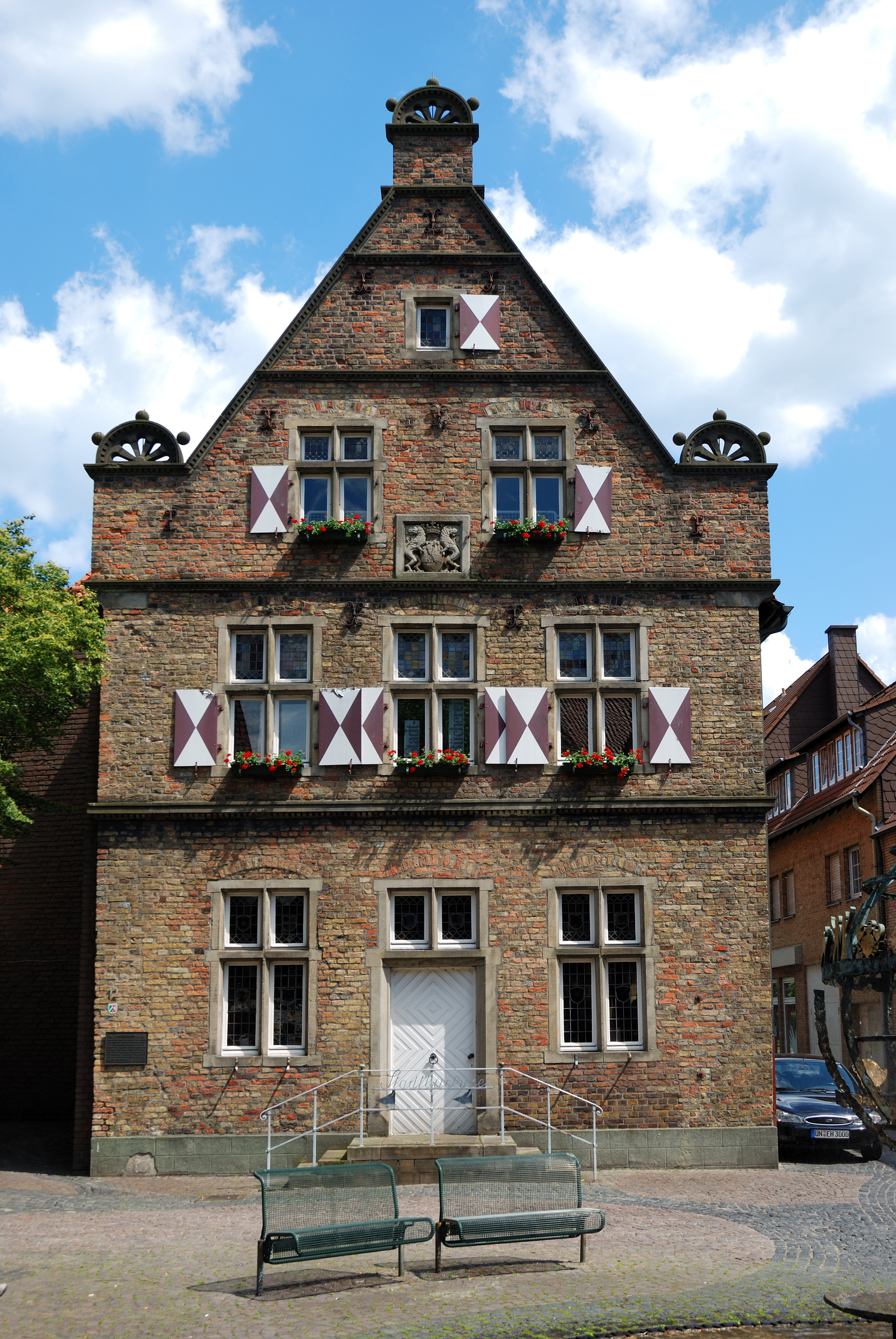
Frontansicht ohne Brunnen
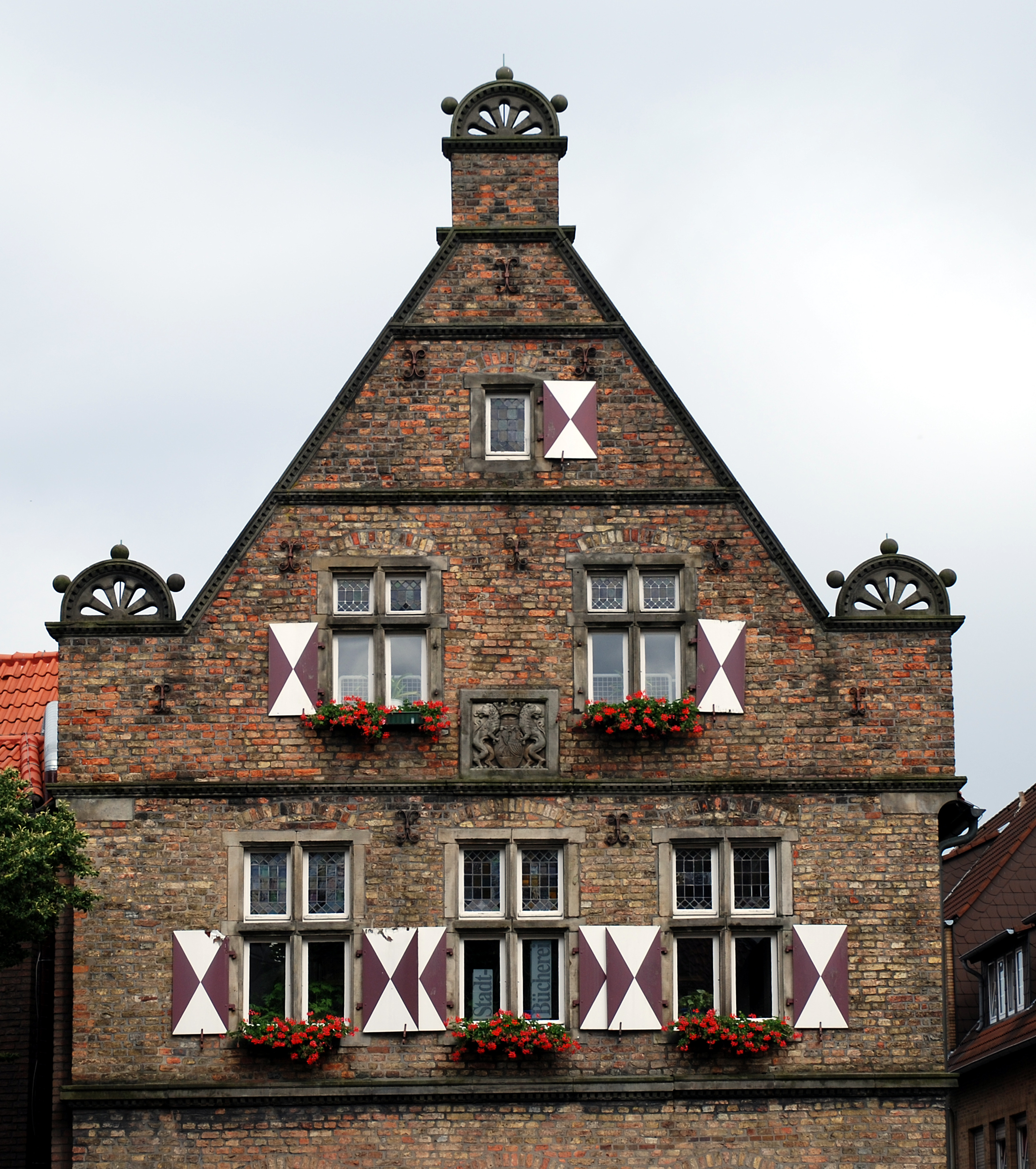
Obergeschosse
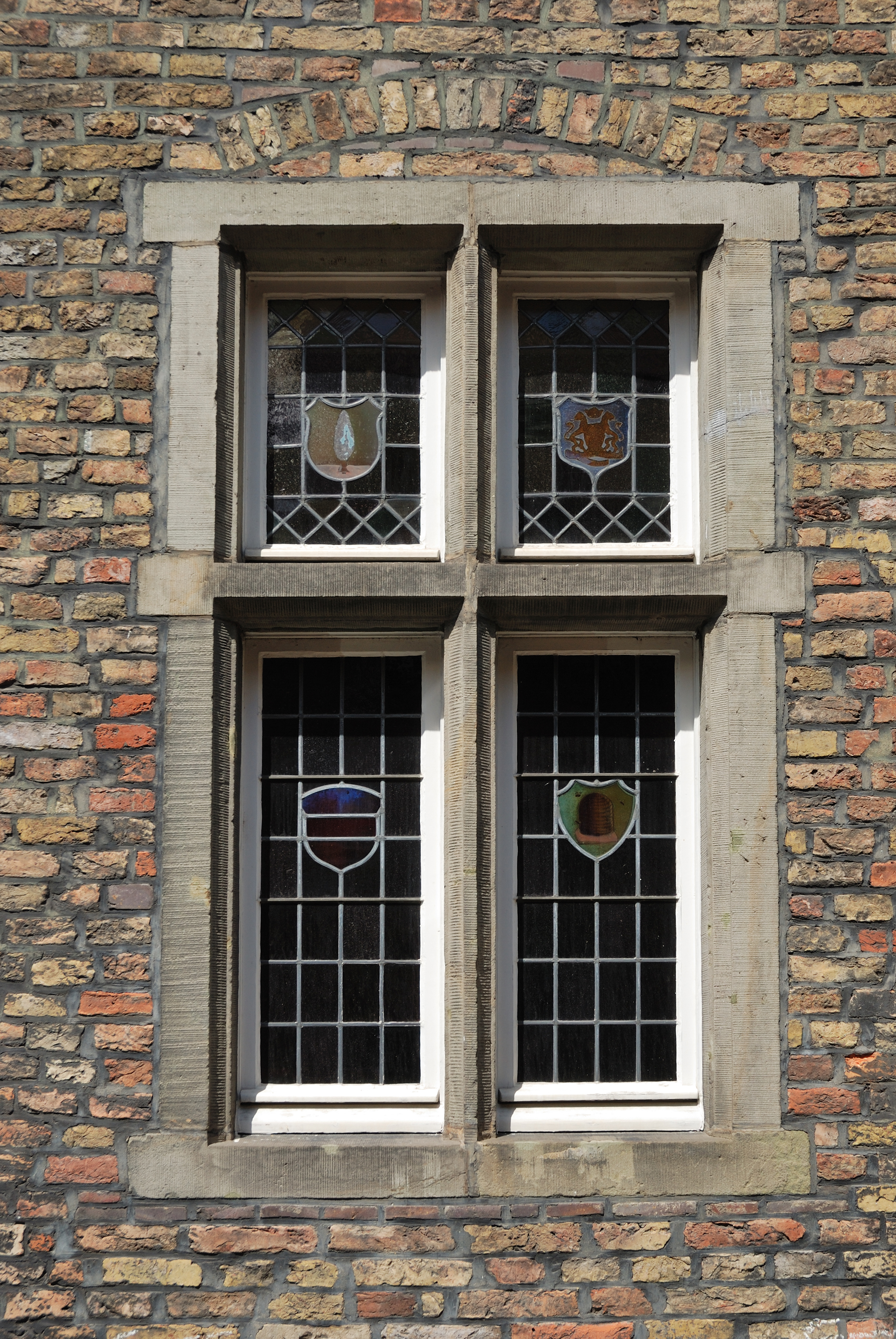
Detail Buntglasfenster

### Baudenkmalstatus
Das „Alte Steinhaus“ in Werne wurde in die Denkmalliste mit der Denkmalnummer 18 der Stadt Werne aufgenommen und am 21. März 1985 nach dem Denkmalschutzgesetz Nordrhein-Westfalen (DSchG NRW) als Baudenkmal ausgewiesen.
→ Siehe auch: Liste der Baudenkmäler in Werne